# ベルギカ (小惑星)
ベルギカ (1052 Belgica) は、小惑星帯に存在する小惑星である。直径10 km程度。この小惑星は、1925年11月15日にベルギーの天文学者のウジェーヌ・デルポルトによって発見され、1925VDと言う仮符号が与えられた。ちなみに、1925年というのは、2015年現在においても使用され続けている仮符号の仕組みが運用を開始した年である。その後、公転軌道が確定すると一旦ベルギーと命名されたものの、後にガリア・ベルギカにちなみ現在の名称となった。
2012年になって、この小惑星に衛星が発見され、この衛星は、ベルギカを約47.26時間（誤差±0.02時間）の周期（つまり、約2日の周期）で公転している。